# Francine Raymond
Pour les articles homonymes, voir Raymond.
Vous pouvez aider à l'améliorer ou bien discuter des problèmes sur sa page de discussion.
- Il ne cite pas suffisamment ses sources. Vous pouvez indiquer les passages à sourcer avec {{référence nécessaire}} ou {{Référence souhaitée}}, et inclure les références utiles en les liant aux notes de bas de page. (Marqué depuis décembre 2020)

- Archive Wikiwix
- Bing
- Cairn
- DuckDuckGo
- E. Universalis
- Gallica
- Google
- G. Books
- G. News
- G. Scholar
- Persée
- Qwant
- (zh) Baidu
- (ru) Yandex
- (wd) trouver des œuvres sur Wikidata

Francine Raymond, née à Montréal le 9 juin 1956, est une auteure-compositrice-interprète québécoise.

## Prix et Distinctions
- Prix SDE pour la chanson Vivre avec celui qu'on aime
- Prix SOCAN pour la chanson Y’a les mots, Tous les bateaux font des vagues, Magie noire et blanche, Pense à moi, Les années lumières
- Prix Les classiques de la SOCAN pour la chanson Vivre avec celui qu’on aime
- Gala de l’ADISQ, cinq nominations Interprète féminine de l’année
- Finaliste au Juillet de la chanson française (vote pop.) pour Vivre avec celui qu’on aime
- Gala de l’ADISQ, nomination Découverte de l’année
- Gala de l’ADISQ, nominations Album de l’année-Pop/rock pour Souvenirs retrouvés, Les années lumières et Dualité
- Gala de l’ADISQ, Félix Auteur-compositeur de l’année
- Gala de l’ADISQ, nomination Arrangeur de l’année avec Christian Péloquin pour l'album Les années lumières
- Octave d’or de la Francophonie Internationale pour la chanson Y’a les mots
- Gala de l’ADISQ, nomination Chanson populaire de l’année pour Pense à moi, A tous ceux qui s’aiment, Tous les bateaux font des vagues

Francine Raymond est la seule artiste canadienne à avoir obtenu cinq numéros un consécutifs issus d'un même album. Les seuls autres artistes en Amérique du Nord à avoir réalisé l'exploit sont Michael Jackson avec l'album Thriller et Katy Perry avec l'album Teenage Dream[réf. nécessaire].
Elle a eu 8 numéro un consécutifs en carrière[réf. nécessaire].

## Discographie

### Albums
- Francine Raymond (1987)
- Souvenirs retrouvés (1989)
- Les années lumières (1993)
- Dualité (1996)
- Paradis perdu (2002)

### Compilations
- Pour l'amour qu'il nous reste (1994)
- Dix ans de succès - 1987-1997 (1998)
- Présents du passé (2013)